# Bésingrand
Bésingrand es una comuna francesa situada en el departamento de Pirineos Atlánticos, en la región de Nueva Aquitania.
Bésingrand fue mencionada con las denominaciones de Sent Jacme de Besingran y Vesii-Gran en 1344 y 1349 respectivamente.

## Demografía
| 54 | 85 | 89 | 93 | 103 | 130 | 141 |
| Para los censos de 1962 a 1999 la población legal corresponde a la población sin duplicidades (Fuente: INSEE [Consultar]) |    |    |    |     |     |     |